# Kauser Andor
Kauser Andor, teljes születési nevén Kauser Andor Béla Gyula (Budapest, 1884. március 22. – Budapest XI. kerülete, 1951. július 16.) magyar építész, iparrajziskolai tanár, Kauser Gyula fia.

## Élete
A neves építész, Kauser Gyula és pákai Kölber Alojzia fiaként született. A budapesti Műegyetemen végezte el tanulmányait. 1911-től 1947-ig tanított a Székesfővárosi Iparrajziskola (ma: Képző- és Iparművészeti Szakgimnázium és Kollégium) építészeti és műszaki rajz tanszékén. Részt vett az iskola képviseletében több nemzetközi kiállításon, és tervpályázataival is több díjat és kitüntetést nyert. Számos terve meg is valósult.
1907-től lett – Hültl Dezső ajánlásával – a Magyar Mérnök- és Építész Egylet tagja.
Több építésztársával részt vett a Bárczy István-féle kislakás- és iskolaépítési programban, ennek keretében épült a Márvány-utcai elemi iskola. Az épület homlokzata 1945-ben megsérült, az 1960-1970-es években átépítették, ma jelentős mértékben leegyszerűsítve látható.

## Ismert épületei
- 1911: Szeretetház, Dunaalmás[11]

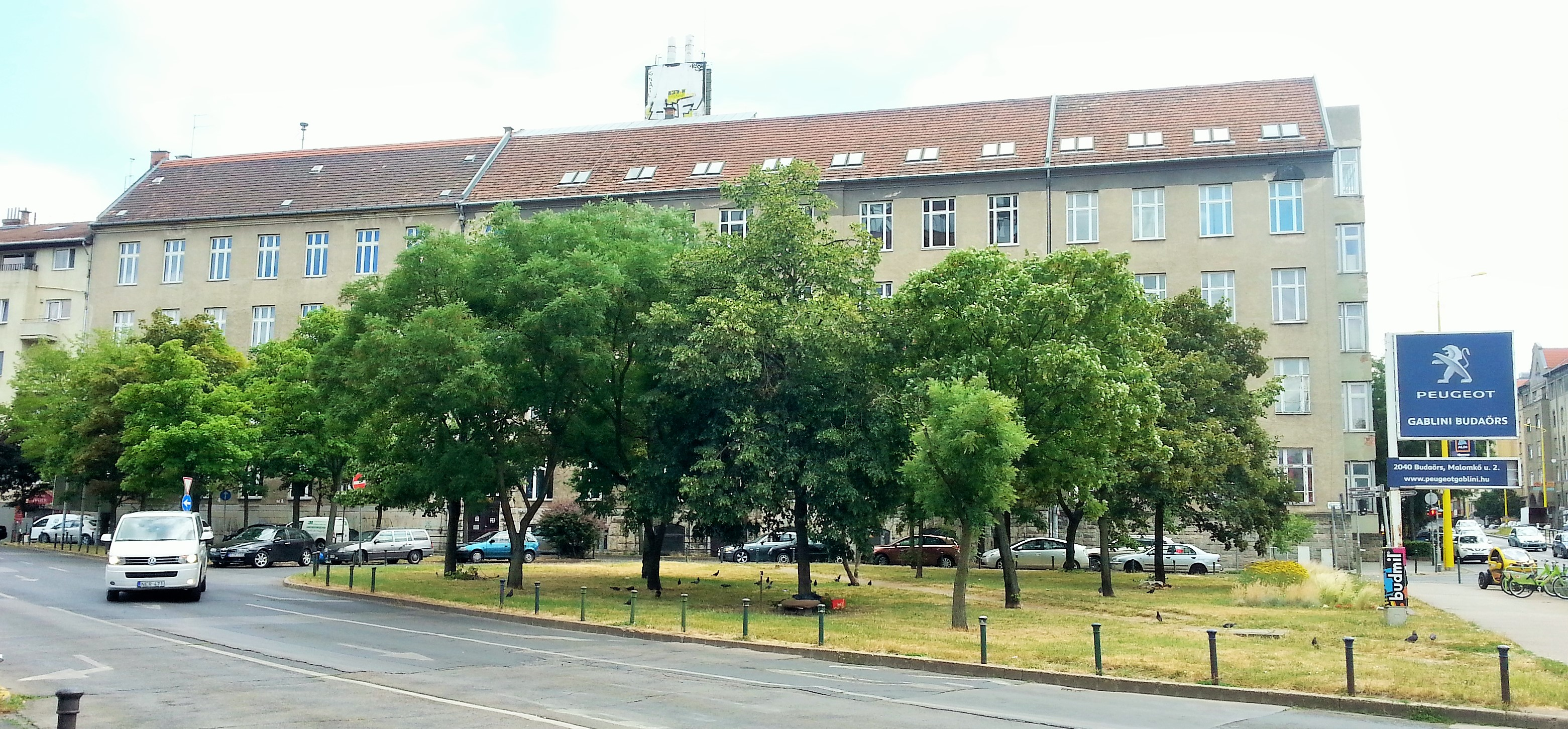
Márvány-utcai elemi iskola

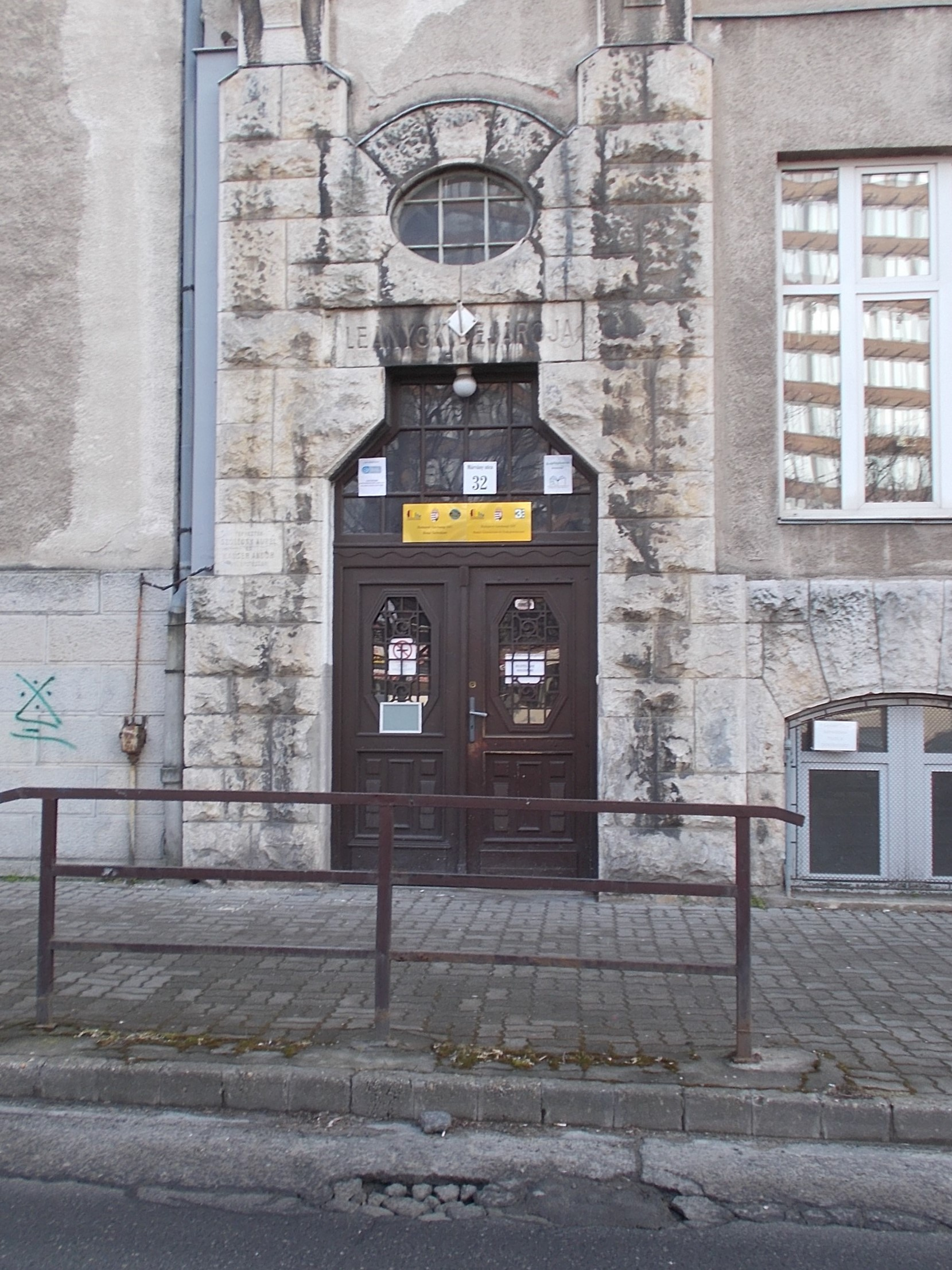
Márvány-utcai elemi iskola (bejárat)

- 1912: Karácsonyi palota, Budapest, Stefánia út[4][12][13]
- 1912: újpesti Gróf Károlyi-kórház, Budapest[4]
- 1913: Márvány-utcai elemi iskola (ma: BGSZC Budai Gimnázium és Szakgimnázium és BGSZC Budai Technikum), Budapest, Márvány u. 32. (Szöllősy Auréllal közös mű)[4]
- 1913: Kőbányai Menhely, Budapest[14]
- 1913: villa, Buda (Szöllősy Auréllal közös mű)[15]
- 1913: Kodak Ltd. (Forte) gyár, Vác (Szöllősy Auréllal közös mű)[16][17]
- 1927: a Sopronkőhidai Fegyház és Börtön Dologháza, Sopronkőhida[18]
- 1927: a Budapesti Gyűjtőfogház Dologháza, Budapest, Budapest, Kozma u. 13.[18]
- 1929?: Győri kórház új pavilonjai, Győr[19]
- 1930-as évek: Rendőrkapitányság, Orosháza[20]
- 1931: Miskolci-uti elemi iskola és óvoda (ma: József Attila Általános Iskola), Budapest, Miskolci út 141—145.[21][22]
- ?: Wenckheim szeretetház, Gyula[4]

### Tervben maradt épületek
- 1911: Református egyháza bérháza, Debrecen[23]
- 1913: színház, Nagybecskerek[24]
- 1925: kórház, Szombathely[25]
- 1927: Szent Domonkos Rendi Nővérek iskolája, Budapest[26]
- 1927: a főváros Szabó József utcai autóbuszgarázsa, Budapest[27]
- 1936: polgári iskola, Kiskunfélegyháza[28]